# تصميم النظام
مرحلة التصميم system Design
إحدى مراحل دورة حياة النظام SDLC اثناء تحليل النظم في أي نظام، وتعتبر المرحلة الأكثر إبداعا وصعوبة من مراحل دورة حياة النظام هو تصميم نظام.وهي المرحلة التي تلي مرحلة التخطيط system Planning .

## مرحله التصميم
يصف تصميم مصطلح النظام النهائي والعملية التي من خلالها يتم تطويره. هو يشير إلى المواصفات الفنية (مماثلة لمخططات المهندس) التي سوف تطبق في تنفيذ نظام مرشح. فإنه يشمل أيضا:
- بناء برامج واختبار البرنامج.
- الأسئلة الأساسية هنا هي: كيف ينبغي أن تكون مشكلة حل؟
- تصف هذه المرحلة المكونات الأساسية للنظام والعلاقات بين هذه المكونات وتتكون من مرحلتين أساسيتين هما:

التصميم الفيزيائي
التصميم المفاهيمي

### التصميم المفاهيمي
هوالتصميم الذي يصف كيفية سير العمليات وتدفق البيانات في موقع التجارة الإلكترونية وعادة ما يوضح هذا التصميم عن طريق الرسم فقد يستخدم مثلاً لعرض بعض الأدلة التي يرغب أحد الزبائن في رؤيتها لمنتجات شركة ما ويمكن لهذه الرسومات أن تفصل أكثر فأكثر لتوضيح العمليات الداخلية بشكل أوضح وللتحقق من أن جميع العمليات المطلوبة تم أخذها في الحسبان

### التصميم الفيزيائي
هو تحويل التصميم المفاهيمي إلى مكوناته المادية أو الفيزيائية مثل: تحديد الخادم الواجب شراؤه، والبرامج الواجب استخدامها، وطرق الاتصال ونظام الحماية وغيره. وتعتمد نظم التجارة الإلكترونية عادة على استخدام أنموذج الخادم/المخدوم الاعتيادية التي تستخدمها العديد من أنظمة المعلومات التجارية حيث تضم ما يلي:
1. المخدوم: هو الجهاز الذي يستخدم النظام للتصفح وعرض المعلومات وتحديد الطلبات.
2. خادم الويب: يحتوي على البرامج التي تشغل الموقع حسب القواعد الموجودة في النظام ويرتبط المخدوم مع خادم الويب عن طريق شبكة الإنترنت أو شبكة خاصة.
3. خادم قاعدة البيانات: يحتوي على قاعدة البيانات التي تحتوي على كل البيانات اللازمة للموقع والزبائن والمنتجات والسلع والأسعار وغيرها.

### خطوات مرحلة التصميم
الخطوة الأولى وتشمل:
تحديد المخرجات كيف سوف يتم انتاجها وبأي شكل، وتعرض أيضا عينات من الإنتاج (والمدخلات).
الخطوة الثانية وتشمل:
إدخال البيانات والملفات الرئيسية
(قاعدة بيانات) يجب أن تكون مصممة لتلبية متطلبات الإنتاج المقترحة. ال
يتم التعامل مع العمليات (التجهيز) مراحل من خلال بناء برنامج والاختبار
بما في ذلك قائمة البرامج اللازمة لتحقيق أهداف النظام واستكمال الوثائق.
واخيرا:
أخيرا، تفاصيل تتعلق مبرر للنظام وتقديرا ل
يتم توثيق أثر نظام مرشح على المستخدم وتنظيم و
تقييمها من قبل إدارة كخطوة نحو التنفيذ.
ويتضمن التقرير النهائي قبل مرحلة التنفيذ الانسيابية الإجرائية،
تخطيطات قياسية، تخطيطات التقرير، ووضع خطة عملية لتنفيذ مرشح
نظام. معلومات عن الموظفين، والمال، والمعدات، والمرافق، والمقدرة التكلفة
كما يجب أن تكون متاحة. عند هذه النقطة، يجب أن التكاليف المتوقعة تكون قريبة من التكاليف الفعلية ل
التنفيذ.